# Zollgrün
Zollgrün ist ein Ortsteil der Stadt Tanna im Saale-Orla-Kreis in Thüringen.

## Geografie

### Lage
Etwa zweieinhalb Kilometer nordwestlich der Kernstadt Tanna liegt das Straßendorf Zollgrün an der kurven- und anhöhenreichen Landesstraße 3002. Nachbarorte sind Schilbach, Künsdorf, Heinrichsruh, Oberoschitz und Mielesdorf.

### Geologie
Geologisch befindet sich die Gemarkung des Ortes im Südostthüringer Schiefergebirge. Die Böden haben hohen Feinerdeanteil und Humusgehalt und sind daher unter den Klimabedingungen besonders ertragreich und -sicher. Quellmulden sowie schmale Tallagen der Bäche sind typische Grünlandstandorte. Ackerbau wird auf plateauartigen Geländerücken, welligen Ebenen und Flachhängen begünstigt. Auf sonstigen Lagen überwiegt die forstliche Nutzung.

## Geschichte
Am 15. Juni 1342 wurde Zollgrün erstmals urkundlich erwähnt.
Nördlich von Zollgrün befand sich in der Wetterau einst eine Burgstelle im Burgstädtel, auch Schanzgraben genannt. Sie diente wohl zur Sicherung der Handelsstraße Nürnberg – Leipzig. 1842 wurden nach Abtragung des Burghügels Eisengegenstände gefunden, die den Standort der Befestigungsanlage bestätigen.
1672 bauten die Bürger von Zollgrün über die Wettera eine steinerne Brücke. Dies galt in den Akten als höchst bemerkenswert, weil dadurch der Verkehr über die von Regensburg nach Hof über Schleiz und Gera führende Route im Raum Zollgrün verbessert wurde, denn Brücken waren selten.
1923 bewirtschaftete Hanny Knoch aus Hirschberg das Rittergut in Zollgrün mit 129 ha.
Bis 1945 war Fabrikbesitzer Hartenstein aus Plauen bis zu seiner Enteignung Inhaber der Schule und der Grünmühle. Die Mühle und das landwirtschaftliche Gut mit 23,56 ha hatten dann in der DDR mehrere Eigentumsformen. In den Anwesen der Schule wurden Lehrer, später Landwirte und Jäger ausgebildet.
Die Landwirtschaft spielte im Ort immer eine große und erfolgreiche Rolle, sogar nach der Bildung der Genossenschaften.
Am 1. Januar 1997 wurde Zollgrün in die Gemeinde Tanna eingegliedert.

## Sehenswürdigkeiten
- Kirche St. Nikolaus (Zollgrün)

## Wirtschaft
Die Landwirtschaft prägt immer noch den Ort. Die Multi-Agrar GmbH Tanna betrieb bis 2020 in Zollgrün die Haltung von Milchkühen.
In der Grünmühle ist die Forstverwaltungs GmbH eingezogen. In den Gebäuden der Schule befindet sich jetzt eine Jagdschule mit Berufsausbildung.